# Miike Snow
Miike Snow — рок-гурт з Стокгольма, Швеція. Музиканти гурту у своїй творчості поєднують різні стилі і напрямки музики, серед яких основними є інді-поп, електро-рок. Гурт часто представлений силуетним зображенням джакалопа. За свою кар'єру гурт випустив три студійні альбоми: Miike Snow (2009), Happy to You (2012) та iii (2016).

## Історія
Гурт створений 2007 року в Стокгольмі. Названий на честь японського режисера Такасі Мііке. Крістіан Карлссон і Понтус Віннберг друзі з дитинства, ще до Miike Snow працювали в дуеті під назвою Bloodshy & Avant, писали пісні для Кайлі Міноуг, Брітні Спірс та Мадонни. За пісню Toxic були номіновані на Греммі.

## Склад
- Крістіан Карлссон — головний вокал, електрогітара
- Ендрю Ваятт — бас-гітара, бек-вокал, клавішні
- Понтус Віннберг — ударні

## Дискографія

### Студійні альбоми
- 2009 — Miike Snow
- 2012 — Happy To You
- 2016 — iii